# اللغة الفارسية في الهند

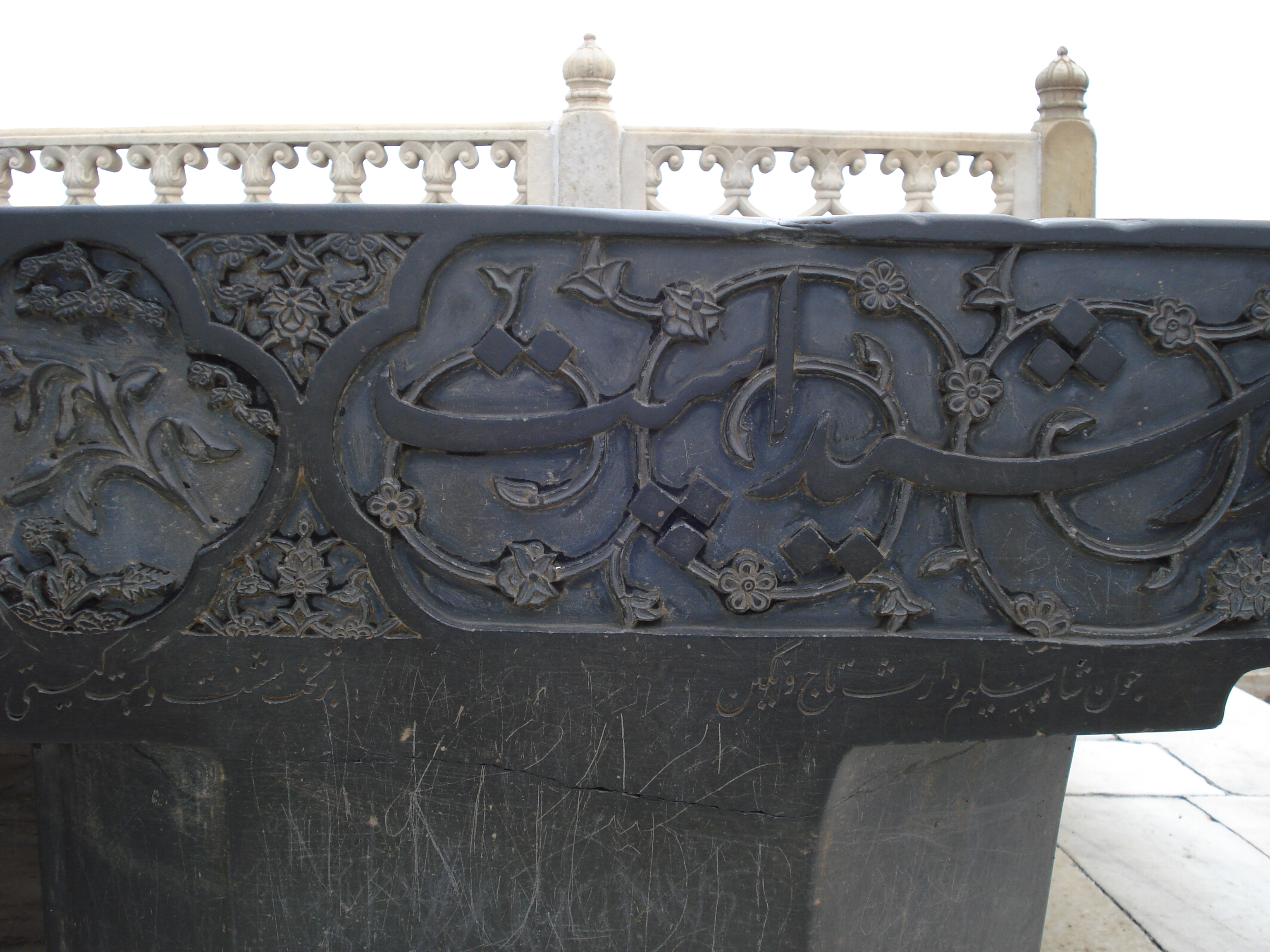
زخارف فارسيه.

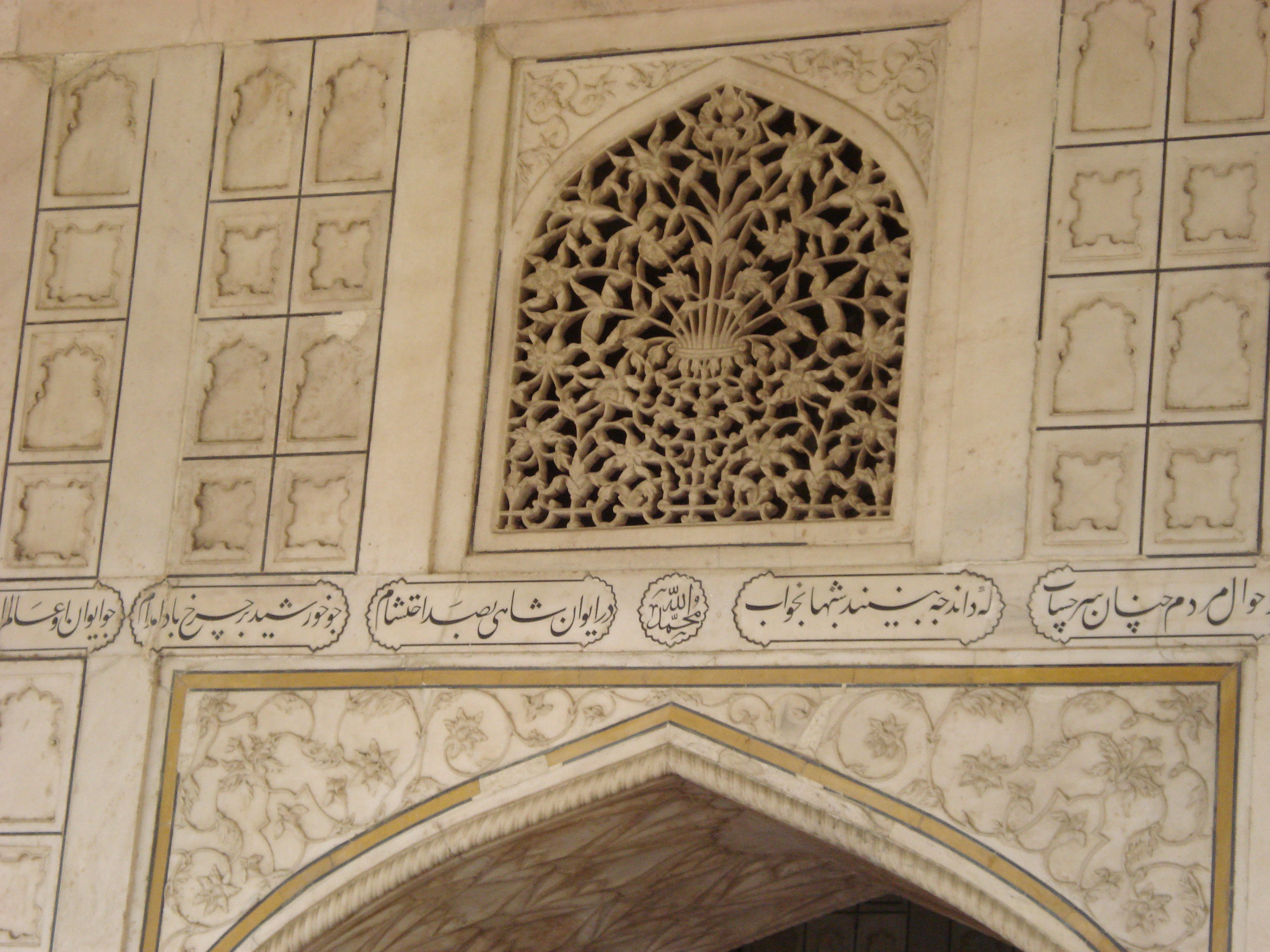
أشعار فارسية. تاج محل

لغة فارسية في الهند هي اللغة التي استخدمت في الهند وقت سيادة ثقافة المغول في منطقة دلهى وشمال الهند. تظهر الكتابة بهذه اللغة على المبانى مثل تاج محل وفي المخطوطات التي ترجع لفترة ملوك المغول أو گوركاني في الهند.

## الكتابات الحجرية
يتحدث الاستاد علي اصغر حكمت بعد ذلك عن الكتيبات(الكتابات الحجرية) الفارسية في بلاد الهند وعن كثرتها وسعة انتشارها وذاكرا انه سجل في كتابه ما شاهده بنفسه في اقليم بهارات فقط، ثم ينصف 80 الكتيبات الفارسية من شعر ونثر عدة اصناف، ككتيبات الابنية والقصور والكتيبات الدينية في المساجد والتكايا والمزارات وامثالها وكتيبات الابنية العامة كالجسور والأسواق وما شاكلها ثم الكتيبات التي علي قبور السلاطين والشخصيات والشعراء وغيرها من الكتيبات،و قد أولي النوع الاخير من الكتيبات أي ما علي قبور الشخصيات والشعراء واعلام الأدب أهمية خاصة وعناية أوفر، ونبه الي ان دراسته في شبه جزيرة الهند لم تتعد الجمهورية الهندية الي الپاكستان.
بالانتقال الي مادة الكتاب بعد هذه المقدمة التي عرّفت أهم خصائصه، نري المؤلف يقسمه الي ستة فصول تحمل العناوين التالية:
1. فن نقش الكتيبات في الهند 2-الكتيبات الفارسية في قصور السلاطين.3-الكتيبات لغة فارسية في المساجد.4-كتيبات متفرقة. 5-شواهد القبور والواح المزارات وكتيبات العتبات.6-الكتيبات الحديثة في القرن العشرين.

و يحصي في كل من هذه العناوين ما يدخل تحته من قصور أو مساجد أو
ابنية وسواها، وهو يأخذ البناء الواحد فيعرض ما في سقفه أو حيطانه أو فوق مدخله من أقوال أو اشعار أو تواريخ، ويصف نوع الخط ولونه وكاتبه وتاريخه وباقي السمات؛و في اماكن أخرى يكتفي بنماذج لمجموعة من المجموعات لتعذر ذكرها كلها بسبب كثرتها، وهو يرفق كتابه بصور لبعض النقوش وبعض الآثار الهامة، كما يختمه بمصور جغرافي(خريطة)لشبه جزيرة الهند (جمهوريتي الهند وباكستان) لتساعد القارئ علي تتبع المواقع.
و مما تجدر الإشارة إليه في هذا التعريف النقوش السريانية باللغة الفهلوية التي عددها المؤلف، وهي نقوش سريانية كتبت باللغة الفهلوية في العهد الساساني قبل الإسلام؛و يعدد من هذه النقوش ستة علي صلبان حجرية موجودة في كنائس الإيرانية السريانية، وان النساطرة كانوا يستعملون في تلك المناطق اللغة الفارسية الفهلوية.اما العبارات التي علي الصلبان الستة فهي تقريبا واحدة، وما تاريخها فهو 340 ميلادية ؛و يعتقد انكلساريا ان هذه الكتيبات الفهلوية نقشت قبل إصلاح الكنيسة وطرد النساطرة من بلاد الروم.(أي قبل 435 م).